# گتاگروپ
گتاگروپ (انگلیسی: Gategroup) شرکت خدمات غذایی سوئیسی است، که در سال ۱۹۹۲ تأسیس شد.